# Тушинский, Георгий Казимирович
Георгий Казимирович Тушинский (26 августа 1909, Москва, Московская губерния, Российская империя — 9 ноября 1979, Москва, СССР) — советский и российский учёный, доктор географических наук, профессор.

## Биография
Родился 26 августа 1909 года в Москве в семье служащих. В 1918—1926 годах учился в семилетней школе, затем пару лет в школе-девятилетке с землемерно-таксаторским уклоном получив квалификацию помощника техника. С 1929 г. начал работать в Планировочно-земельном отделе Московского Коммунального хозяйства. 1933 года работал научным сотрудником в Государственном Центральном институте курортологии. В 1934—1939 годах учился на Почвенно-Географическом факультете МГУ, который окончил с отличием по специальности геоморфология. В 1939 г. поступил в заочную аспирантуру Географического факультета МГПИ и весной 1941 года закончил её, сдав экзамены кандидатского минимума.
С 1 июня 1939 г. по 1 июля 1960 года работал на Географическом факультете МГПИ, пройдя путь от ассистента, а после защиты диссертаций дойдя до доцента, профессора, а затем профессора-заведующего кафедрой физического страноведения.
В годы Великой Отечественной войны работал в Комиссии геолого-географического обслуживания РККА (1942—1946).
В 1942 г. защитил кандидатскую диссертацию на тему «Геоморфологические условия Тебердинского заповедника», а в 1948 году — докторскую диссертацию на тему «Лавины. Прогноз и защита».
С 1947 года преподавал на Географическом факультете МГУ: сначала по совместительству (профессор, затем в 1955—1958 годах — и. о. заведующего кафедрой общего землеведения), а с середины 1960 года полностью перешёл на работу в МГУ на кафедру географии полярных стран.
В 1971 году удостоен звания Заслуженный деятель науки РСФСР.
Похоронен на Введенском кладбище (10 уч.).

## Научная деятельность
В 1960—1970-е годы был председателем экспертной комиссии по географии и членом пленума Высшей Аттестационной Комиссии, членом НТС Госстроя СССР, председателем секции снега и лавин Международного Геофизического комитета.
В 1957 г. основал Эльбрусскую учебно-научную станцию, которая в настоящее время носит его имя.
Был инициатором подготовки Постановления Совета Министров РСФСР № 1004 от 16 августа 1964 г. о создании на географическом факультете МГУ лаборатории снежных лавин с двумя опытно-экспериментальными станциями в Хибинах и на Эльбрусе.
Прочёл ряд курсов лекций в МГУ:
- «Общая и региональная гляциология»,
- «Структура снега и льда»
- «Лавиноведение»,
- «Сели»,
- «Инженерная гляциология»,
- «Аэрометоды в гляциологии»,
- «Геофизика ландшафтов»,
- «Техника безопасности в географических исследованиях».

Научный руководитель 8 докторантов и 30 аспирантов.
Опубликовал около 200 печатных работ, из них почти 20 монографий, десяток учебных пособий и учебников по физической географии, гляциологии и инженерной гляциологии.

## Признание и награды
- Заслуженный деятель науки РСФСР (1971).
- Лауреат Государственной премии СССР (1971, за цикл работ по изучению лавин, ледников, и мер по защите от катастрофических явлений в горных районах СССР).
- Лауреат Ломоносовской премии (1971, за цикл работ по изучению лавин, ледников и мер защиты от катастрофических явлений в горных районах СССР).
- Медаль «За трудовую доблесть»,
- Медаль «За оборону Кавказа»,
- Медаль «За доблестный труд в Великой Отечественной войне 1941-45 г.г.»,
- Медаль «В память 800-летия Москвы»,
- Медаль «За отличие в охране государственной границы»,
- Медаль «За доблестный труд в связи со 100-летием со дня рождения В. И. Ленина» (1970 г.),
- Знак отличника народного просвещения,
- Знак «Отличник пограничных войск I степени» (1976)[2].